# Pairomys
Genre
Pairomys est un genre de rongeurs fossiles.

## Liste d'espèces
- Pairomys crusafonti
- Pairomys ibericus